# Paul Osborn
Paul Osborn (Evansville, 4 settembre 1901 – New York, 12 maggio 1988) è stato un drammaturgo e sceneggiatore statunitense.

## Biografia
Paul Osborn si laureò all'Università del Michigan, inoltre studiò sceneggiatura all'Università Yale.
Il battesimo di Broadway per Osborn arrivò nel 1928, con Focolaio (Hotbed), un'opera ispirata a un deludente periodo trascorso a lavorare come istruttore di retorica all'Università del Michigan. I protagonisti del dramma erano un amministratore universitario rigidamente ipocrita, un ministro battista e un focoso giovane appassionato.
Nel 1930 Osborn raggiunse i primi successi a Broadway con La vigna (The Vinegar Tree) e soprattutto con una commedia tratta dal romanzo di Lawrence Edward Watkin, Tempo in prestito (On Borrowed Time, 1938), che ebbe successo anche in Italia nell'interpretazione di Giulio Donadio (1948).
Altri scritti di Osborn inclusero adattamenti cinematografici di romanzi. Nel 1980, Osborn ricevette un Tony Award come miglior copione per Alle sette di mattina (Morning's at Seven). Questa commedia fu originariamente rappresentata a Broadway nel 1939.
I critici notarono che i personaggi più significativi di Osborn furono tratti dalla sua stessa esperienza di vita a Kalamazoo, nel Michigan, come nella sua commedia Morning's at Seven.
Non tutte le opere di Osborn furono messe in scena a Broadway. Ad esempio, Film di memoria (Film of Memory), successivamente intitolato La Contessa, fu prodotto per il palco di Londra per l'interpretazione di Vivien Leigh. Osborn scrisse anche numerose opere inedite tra cui Il ramo più oscuro (The Darkest Bough).
Comunque, molti dei lavori di Osborn, tra i quali alcuni adattamenti di romanzi, furono prodotti per Broadway e inclusero Una sporgenza (A Ledge, 1929), Oliver Oliver (1934), Domani di lunedì (Tomorrow's Monday, 1936), Il viaggio innocente (The Innocent Voyage, 1943), Una campana per Adano (A Bell for Adano, 1944), ispirata agli eventi successivi alla sbarco americano in Sicilia durante la seconda guerra mondiale, Punto di non ritorno (Point of No Return, 1951).
Alcune delle sue commedie vennero trasposte cinematograficamente, tra cui Should Ladies Behave nel 1933, On Borrowed Time nel 1939 e Il mondo di Suzie Wong nel 1960, un film di grande successo internazionale.
Tra le sue sceneggiature cinematografiche si ricordano: Il cucciolo (The Yearling, 1946), La valle dell'Eden (East of Eden, 1955), Sayonara (1957).
Dopo una lunga malattia, Osborn morì il 12 maggio 1988 a New York.

## Opere

### Sceneggiature
- 4 in paradiso (The Young in Heart), regia di Richard Wallace (1938);
- Madame Curie, regia di Mervyn LeRoy (1943);
- Il cucciolo (The Yearling), regia di Clarence Brown (1946);
- Il ritratto di Jennie (Portrait of Jennie), regia di William Dieterle (1948);
- La valle dell'Eden (East of Eden), regia di ELia Kazan (1955);
- Sayonara, regia di Joshua Logan (1957);
- Il mondo di Suzie Wong (The World of Suzie Wong), regia di Richard Quine (1960).